# Дідієрея
Дідієрея (Didierea) — рід сукулентних рослин родини дідієрієвих (Didiereaceae).

## Загальна біоморфологічна характеристика

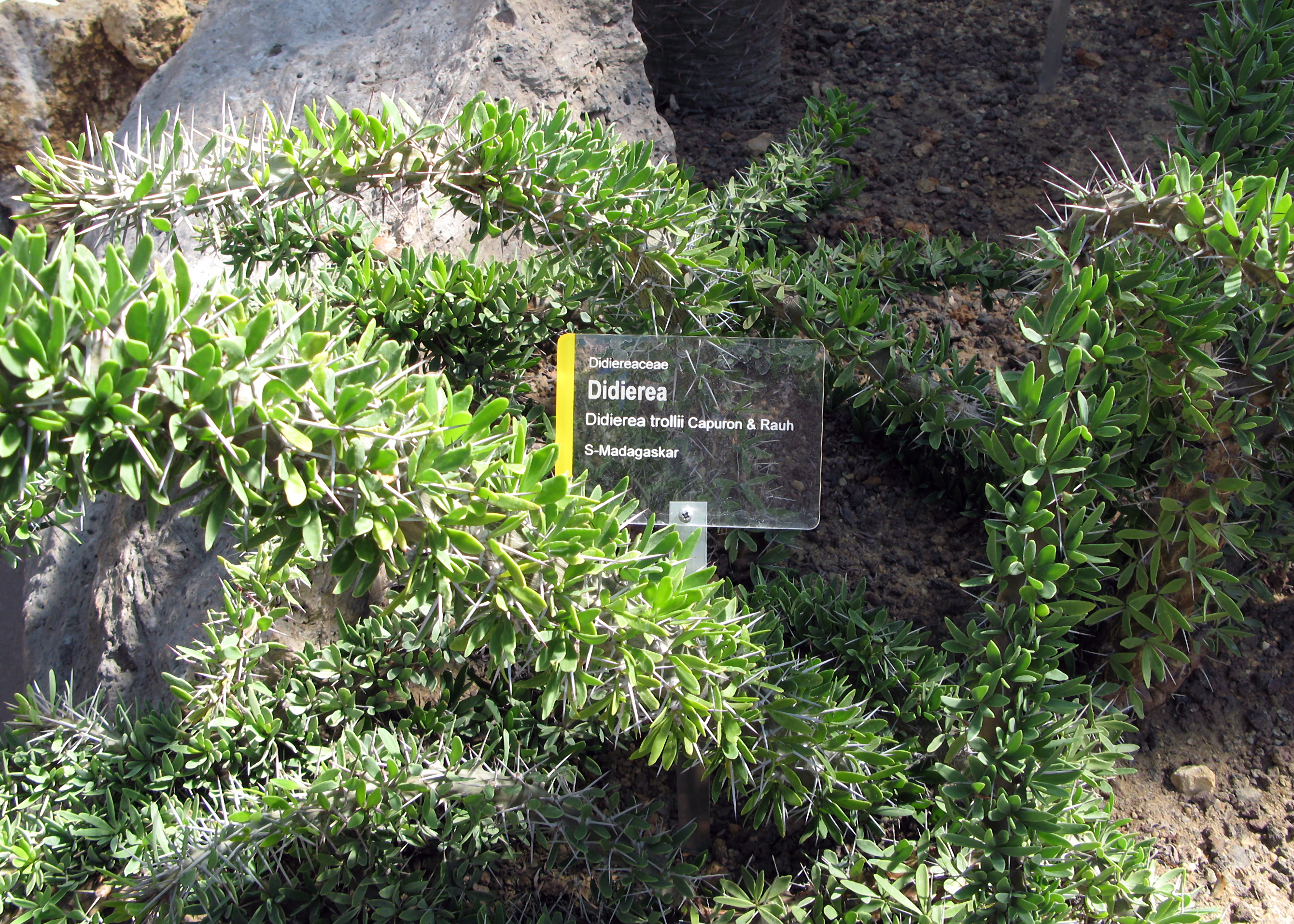
Didierea trollii в зоологічно-ботанічному саду Вільгельма в Штутгарті, Німеччина

Деревоподібні рослини, що в природних умовах досягають 10 м. Зовні нагадують американські кактуси. Стовбур — розгалужений, гілки — довгі, прямостоячі або горизонтальні. На стовбурі по всій довжині в період вегетації росте листя, з пазух яких стирчать довгі гострі шипи. Листки — м'ясисті, мають форму від лінійних до яйцеподібних. Квітки — дводомні, п'ятипелюсткові, рожево-білі або зеленувато-білі, зібрані в суцвіття у вигляді несправжнього зонтика.

## Поширення
Рослини цього роду є ендеміками Мадагаскару. Зростають лише в південній та південно-західній частині острова.

## Систематика
Відомо два види роду дідієрея:
- Didierea madagascariensis Baill.типовий
- Didierea trollii Capuron & Rauh

## Охорона у природі
Як і всі дідієрієві охороняється Конвенцією про міжнародну торгівлю видами дикої фауни і флори, що перебувають під загрозою зникнення (CITES).

## Утримання в культурі
Рослини цього роду в кімнатній культурі зустрічаються нечасто, але успішно вирощуються. Побутова назва цих рослин — «дерево-восьминіг». Дідієрея мадагаскарська (Didierea madagascariensis) в кімнатних умовах досягає 50 см заввищки, листя вузькі, до 15 см завдовжки. Дідієрея Тролля (Didierea trollii) має стебло, що злегка гілкується, листя закруглені на кінцях, завдовжки майже дорівнюють колючкам — близько 2 см. У кімнатній культурі для обмеження зростання і формування куща необхідна обрізка.
- Освітлення: Яскраво освітлене місце або легка напівтінь.
- Полив: Влітку помірний. Взимку, в період спокою, обмежений.
- Ґрунт: Складений з рівних частин дернової і листової землі, перегною, торфу і піску з додаванням цегляної крихти.
- Добрива: Підживлення влітку раз на 2 тижні добривами для кактусів.
- Розмноження: Насінням, стебловими живцями, можливе щеплення на пейрескіопсис (Pereskiopsis). Для отримання насіння, потрібні і чоловічі і жіночі рослини; перехресне запилення в кімнатних умовах проводити не завжди вдається.

Вирощують подібно до аллюдії (Alluaudia).